# Twee onder een kap (televisieserie)
Twee onder een kap was een Nederlandse televisieserie, uitgezonden door de VARA in het seizoen 1973-1974. De serie bestond uit 14 afleveringen. De eerste aflevering werd uitgezonden op 28 september 1973. De hoofdrollen werden gespeeld door Tonny Huurdeman en Peter Aryans. De serie werd geproduceerd door Jelle de Vries en geregisseerd door Hans Claessen.

## Verhaal
Twee onder een kap gaat over twee buren: mevrouw Jongeneel (Tonny Huurdeman) die in het linkse gedeelte van een tweedelig woonblok huist. In het rechtergedeelte komt een nieuwe buurman: meneer Pancreas (Peter Aryans). Romantiek ligt voor de hand, maar daar komt het niet van. De woonkamers in de serie waren aangekleed in de stijl van de jaren vijftig.

## Rolverdeling
| Personage                | Acteur/actrice   |
| ------------------------ | ---------------- |
| Mevrouw Jongeneel        | Tonny Huurdeman  |
| Meneer Pancreas, buurman | Peter Aryans     |
| Maarten Pancreas, zoon   | Jeroen Krabbé    |
| Pum Jongeneel, dochter   | Cisca Beaudoux   |
| Bob, zoon                | Frits Lambrechts |
| Kitty, zijn vriendin     | Edda Barends     |